# Korona (fogászat)

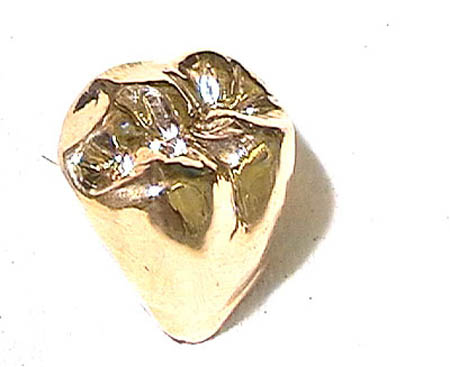
Aranyötvözetből készült fém borítókorona

A fogászatban koronának nevezzük azt a fogművet, mely beborítja a klinikai korona egészét (teljes borítókorona) és cementezéssel rögzül. Részleges koronának nevezzük, azt a fogművet, mely a fogkorona felszíneit csak részlegesen borítja be. Ilyenek például a 3/4 és 4/5 koronák, melyek a fog négy illetve öt felszínéből a vesztibulárisat szabadon hagyják. Ugyancsak részleges korona az ekvatoriális korona, mely ellentétben a teljes borítókoronával, nem éri el az ínyszélt és csak a fog maximális domborulatáig terjed.
A koronák extrakoronális rögzített fogpótlások, mivel a fogat körbefogják és a rögzítés után nem távolíthatóak el csak a fogmű károsításával. Ezzel szemben az inrakoronális fogpótlások a fog belsejében kialakított üregben rögzülnek. Ezenkívül indirekt fogpótlások, mert elkészítésük nem rögtön a szájüregben történik, hanem fogtechnikai laboratóriumban, több lépésben. A fogorvos miután előkészítette a fogat, egy lenyomatot vesz és azt küldi a laboratóriumba, ahol a kért anyagból elkészítik a koronát. A kész koronát ragasztócementekkel rögzítik a foghoz. Az 1980-as években kifejlesztett CAD/CAM (Computer-aided design, computer-aided manufacturing) technika segítségével a fogorvos egyedül, technikus nélkül is (székmellett, chairside) elkészíthet intra- vagy extrakoronális pótlást.
Koronát általában nagy kiterjedésű fogszuvasodás vagy törés által károsított fogak integritásának a helyreállítására és a további sérülés megelőzésének érdekében készítenek. Ezenkívül készülhet más fogpótlások horgonyaként.

## Javallatok, ellenjavallatok
1. A fogszuvasodás okozta nagymértékű keményszövet destrukció képezi a koronák készítésének a leggyakoribb javallatát. Míg kisebb kiterjedésű szuvasodások esetén a fogat el lehet látni töméssel vagy betéttel, addig nagy kiterjedésű vagy a fog négy felszínét érintő szuvasodások esetén ez már megfontolandó. Ilyenkor ugyanis nagy a veszélye a fogkorona törésének. A törés és a másodlagos szuvasodás megelőzésére a legjobb, ha a fogat koronával látják el, mivel ez nem közvetít a fogra ékhatást és teljesen beborítja a fogat, a cariogén tényezők is kevésbé tudják kifejteni hatásukat.
2. Ugyancsak korona ajánlott olyan fogtörések esetén, amikor az töméssel, borító-betéttel (overlay), esetleg héjjal nem oldható meg.
3. Nagymértékű kopás esetén a fogak rágófelszíneinek az újjáépítésére is korona készül. A kopást okozhatja a szemben lévő fog (attríció), vagy a szemben lévő fogsoron található fogpótlás (abrázió).
4. Esztétikai célból a következő esetekben készülhet korona: a természetes korona színelváltozása esetén, ha az fehérítéssel vagy héjjal nem oldható meg; zománc vagy dentin hipopláziák esetén (amelogenesis imperfecta és dentinogenesis imperfecta); diastema (a két középső metsző közt jelentkező rés) zárására, ha fogszabályozással vagy héjjal nem oldható meg.
5. Dőlt fog esetén, ha a fogat fogszabályozással nem lehet normális pozícióba hozni, lehet koronával próbálkozni, de ilyenkor a rágóerők nem megfelelő irányban (axiálisan) hatnak a fogra és fennáll a csontfelszívódás veszélye illetve a fog további dőlése.
6. Vest szabálya szerint, ha két fog közt a rés kisebb mint 2 mm, akkor egy borítókoronával, ha 2 és 4 mm között van, akkor két borítókoronával illetve ha nagyobb mint 4 mm, akkor a két borítókorona egy hídtestet is magába kell foglaljon. Ha a fogak egészségesek, akkor a nagy fogszövetveszteséggel járó koronapreparálással szemben a fogszabályozást, vagy frontfogak esetén a héjkészítést helyezik előnyben.
7. Protetikai célból is készülhet korona, azaz hidak, részleges lemezes fogpótlások elhorgonyzására. Gyökérkezelés során a fog elveszti a tápláló ereit és idegeit. Megfigyelések szerint ilyenkor a fog rugalmassága jelentősen csökken. Ezért, ha nagy a keményszövetveszteség és a fog ellenállása nem lenne biztosított az intrakoronális pótlással, koronával kell ellátni a fogat.
8. Implantátumok beborítása is koronákkal történik.

Mivel a korona egy rögzített fogmű, létezik egy pár helyi elváltozás, melynek a megoldása előtt a korona nem helyezhető fel. Ilyenek a fogbélgyulladás és ennek következtében kialakuló gyökércsúcsi elváltozások (periapicalis parodontitis, osteitis, granulóma, ciszta), helytelen gyökérkezelések, fogágybetegségek. Ezenkívül nem készíthető korona nagyfokú lazulásban szenvedő fogakra, ha a fog gyökerének minimum egyharmada nincs egészséges csontban, ha a fog nagymértékben dőlt (a rágósíkhoz 30°-nál jobban közelít), vagy ha a keményszövethiány annyira nagy, hogy nincs biztosítva az íny széle felett minimum 3 mm fogstruktúra.
Fiatal egyéneknek relatív ellenjavallatot képez az, hogy fogaiknak a pulpakamrája és a dentincsatornái tágak, a gyökércsúcs még nem záródott. Ebben az esetben a fog csiszolása közben elszenvedett trauma jobban károsítja a fogat. Ugyanakkor a baktériumok is könnyebben bekerülhetnek a fogbélbe és innen a szervezet többi részeibe.

## Koronakészítés lépései
A fogászati koronák készítésének vannak klinikai és technikai fázisai:
1. betegvizsgálat, diagnózis és kezelési terv felállítása. Szükség esetén, tanulmányi célból és a páciens felvilágosításának érdekében, próbaminta készítése, a gipszmodell preparációja és a korona viaszból való elkészítése. (Klinikai fázis)
2. protetikai előkezelés: mivel a korona hosszútávú kezelést jelent és mivel később nincsenek meg a lehetőségek a különböző problémák javítására, előbb el kell végezni a paradontológiai-, a odontológiai-, a szájsebészeti- és a fogszabályzási előkezelést. (Klinikai fázis)
3. színválasztás (esztétikus korona esetén, lehetőleg a technikussal együtt), csonkelőkészítés és csonkvédelem (Klinikai fázis)
4. lenyomatvétel (mindkét fogívről) (Klinikai fázis)
5. a modellek kiöntése (Technikai fázis)
6. harapási viszonyok rögzítése, a modellek artikulátorba való becementezése (Klinikai fázis)
7. a korona mintájának kiformázása viaszból (Technikai fázis)
8. a viaszminta beágyazása, kiégetése és az így nyert öntőforma feltöltése a megolvasztott fémmel (fémkorona esetén); a különböző rétegek felvitele és kiégetése (teljesen esztétikus korona) (Technikai fázis)
9. az öntvény kibontása és kidolgozása (Technikai fázis)
10. koronapróba a szájüregben, apróbb hibák javítása (Klinikai fázis)
11. korona végső kidolgozása: finírozás, fényezés (fémkorona), leplezés ráégetése (leplezett korona), fénymáz ráégetése (teljesen esztétikus korona) (Technikai fázis)
12. becementezés (Klinikai fázis)

## A fog előkészítése

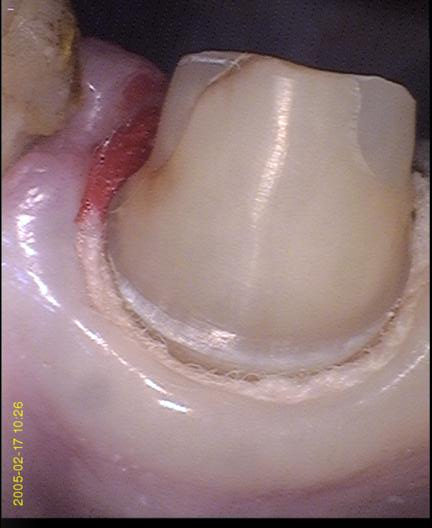
Vállasan előkészített csonk. Az ínybarázdában sulcustágító látható

A fogat a korona befogadására elő kell készíteni, azaz helyet kell teremteni a koronának miközben biztosítjuk számára a megfelelő retenciót és stabilitást. A foganyagot különböző alakú csiszolókkal távolítják el. A csonkelőkészítés a korona fajtájától, anyagától és a megmaradt foganyag mennyiségétől függ. A preparációnak vannak általános és speciális irányelvei. Az általános irányelvek minden koronatípusra érvényesek és a következők: a keményszövetek megtartása, retenció és stabilitás biztosítása, a korona szerkezeti tartósságának a biztosítása, a széli záródás biztosítása, a fogbél és a fogágy védelme.
Az első elv arra vonatkozik, hogy a csonkelőkészítés során a fogból csak a minimálisan szükségeset kell eltávolítani. Ez azt jelenti, hogy ha már elérték a retencióhoz szükséges preparációt, a további foganyag eltávolítás már fölösleges, ugyanis a pótlások szerkezeti és funkcionális értéke nem éri el az egészséges fogszövetét. Így például teljes borítókorona helyett csak részleges korona készíthető. Ennek további előnye, hogy a korona szélei jól hozzáférhetőek mesterséges tisztítás céljából.
A koronát elsősorban a fog felszínei és a korona belső felszíne közt fellépő súrlódás tartja a preparált csonkon. Ezt nevezzük a korona retenciójának. A ragasztócement húzással szembeni ellenállóképessége nagyon kicsi, ezért csak kis mértékben vesz részt a retenció biztosításában. A korona azon képességét, hogy ellen tud állni a rágás közben fellépő döntögető erőknek stabilitásnak nevezzük. A retenciót (ami egyenlő a preparált fogfelszín összfelületével) és a stabilitást megfelelő csonkhosszal (min. 3 mm kell legyen) és csak egyetlen felhelyezési irány biztosításával lehet elérni. Ezenkívül készíthetőek úgynevezett retenciójavítók is, mint például az axiális felszínekbe vájt barázdák.
A retenció teljesen párhuzamosra csiszolt axiális falak esetén lenne a legnagyobb. De ez nem kivitelezhető, mert cementezéskor a csonk dugattyúként viselkedne a koronában. A párhuzamos falak preparálása, alámenős részek nélkül a szájüregben, a rossz rálátás miatt, amúgy is nehéz lenne. Ezért a csonkot minimális (6-8°-os) konvergenciával csiszolják.
A korona akkor megfelelő, ha a rágóerők alatt nem deformálódik (fémkoronák) és nem törik (kerámiakoronák). Ezt részben ki lehet védeni azzal, hogy a korona anyagának megfelelő helyet biztosítanak, úgy a rágófelszínen, mint az axiális falak mentén. Anyagtól függően különböző mennyiséget kell eltávolítani a szerkezeti tartósság elérésére: fémből készülő koronák esetén 1 mm-t a támasztó- és 1,5 mm-t a tartócsücsökből, fémkerámiai koronáknál 1,5 mm-t a támasztó- és 2 mm-t a tartócsücsökből, míg teljesen kerámiából készülő koronák esetén egyenletesen 2 mm-t.
A széli záródás az a terület, ahol a korona széle és az ép, preparálatlan fogszövet találkozik. Nagyon fontos, hogy ez a találkozás pontos és résmentes legyen, ellenkező esetben ugyanis a ragasztócement kioldódik, fellazítva ezáltal a koronát és utat nyitva a baktériumok számára. Ha az átmenet a korona és a fog felszíne között nem sima, ott könnyebben megtapad a lepedék, ez viszont fogszuvasodáshoz és fogágybetegséghez vezet. Ezen komplikációk elkerülése érdekében többféle előkészítési határformákat dolgoztak ki. A legelterjedtebb a vájat (chamfer), melyet elsősorban fémkoronák esetén alkalmaznak és a lekerekített váll (radial shoulder). Utóbbi több foganyag eltávolítással jár, biztosítva a megfelelő helyet és alátámasztást a teljes kerámia vagy a fémkerámiai koronák számára. A régebben széles körben használt tangenciális preparálást ma már nem fogadják el.
A preparációs határt általában, ha a korona nem látható területre készül és így nem okoz esztétikai zavart, a fogíny fölé (supragingiválisan) helyezik. Ugyanis itt könnyen finírozható cementezés után és a páciens által is tisztítható. A korona széleinek ínybarázdába való (subgingivális) elhelyezése megfontolandó, mivel a csiszolás során könnyen megsérthető az íny és a szélek nehezen tisztíthatóak.
A fog csiszolása során keletkező hő károsíthatja a fogbelet. Ez kivédhető megfelelő vízhűtéssel, a csiszolás közben alkalmazott nyomás csökkentésével és szünetek beiktatásával. Ezenkívül az előkészítés után a fogbél fölött minimum 0,7 mm dentin kell maradjon. Erre azért van szükség, mert a dentin áteresztőképessége a fogbél fele növekszik (tágabb, nagyobb számú és rövidebb dentincsatornák miatt).
A speciális irányelvek az egyes koronatípusokra (teljes vagy részleges, esztétikus vagy nem esztétikus) vonatkoznak és elsősorban az alkalmazott eszköztárra, az eltávolítandó anyagmennyiségre és a preparálási határformákra vonatkoznak.

## Lenyomatvétel és csonkvédelem

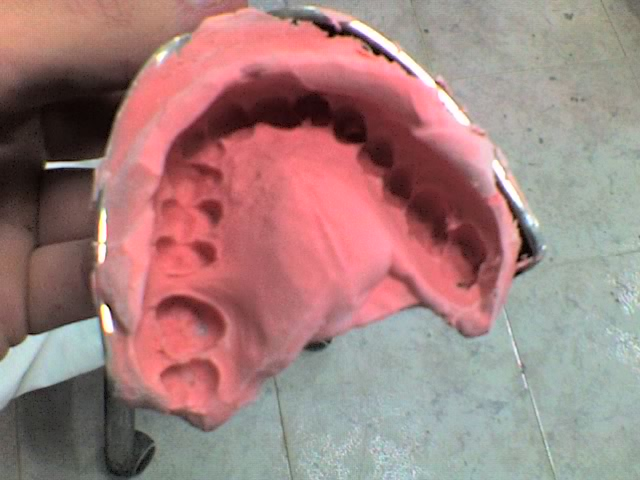
Alginát lenyomat lenyomatkanálban

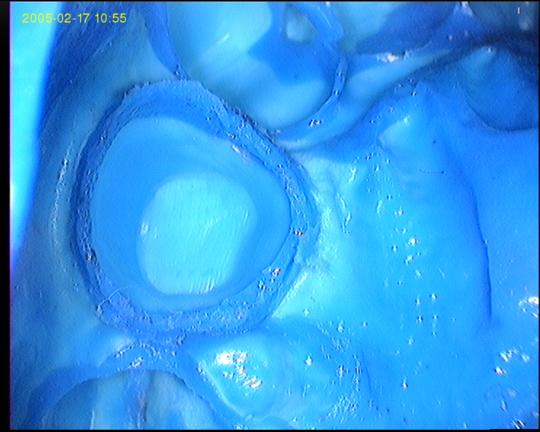
Precíziós lenyomat (az előkészített csonk kinagyítva)

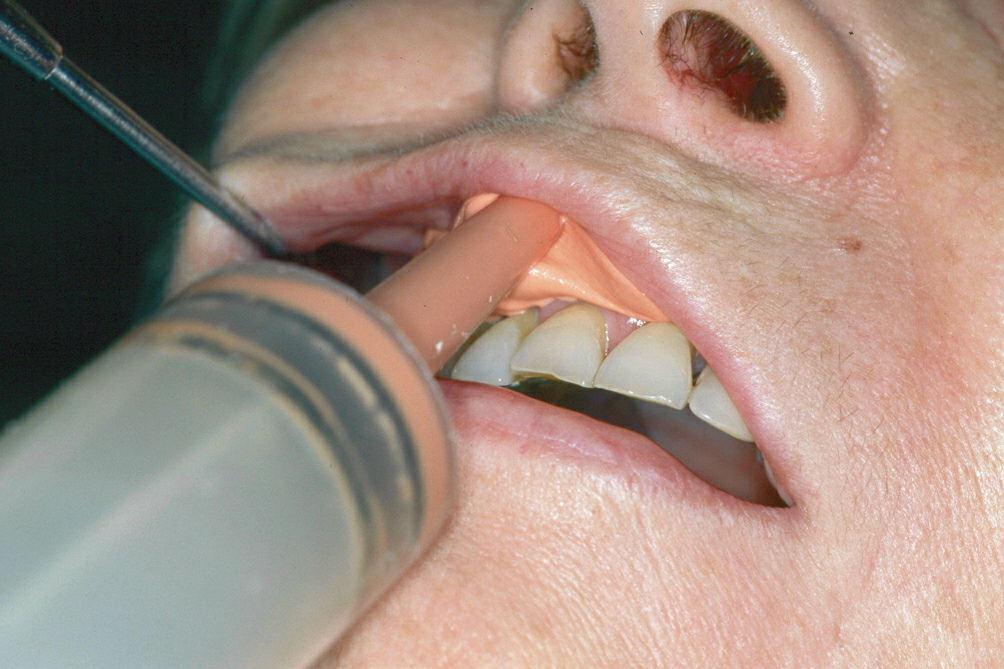
A lenyomatanyag fecskendővel való felhelyezése

Ahhoz, hogy a koronát a fogtechnikai laboratóriumban el tudják készíteni, szükség van a szájüregi viszonyok ismeretére. Ennek érdekében lenyomatot készítenek, amely a szájüregi képletek (elsősorban a preparált fog) negatívja. A lenyomatot a fogtechnikus gipsszel felönti, mely megkeményedés után hűen fogja tükrözni a szájüregben található viszonyokat. A pontos, gnathológiai elveknek megfelelő korona elkészítésére, a preparált csonk lenyomata mellett, szükség van mindkét fogsor lenyomatára és harapási viszonyok rögzítésére. Legmegfelelőbb, ha az így kapott mintákat artikulátorba rögzítik. Az artikulátorban pontosan lehet utánozni az állkapocsmozgásokat és így a korona rágófelszíne teljesen egyénre szabottan alakítható ki.
A fogorvos többféle lenyomatanyag közül válogathat, de alapvetően két csoport különíthető el: precíziós és kevésbé precíz lenyomatanyagok. Míg az antagonista fogsor lenyomatára használhatóak kevésbé pontos anyagok (általában alginát lenyomatanyag), addig a csonk lemintázására már precíziós anyagok szükségesek. Ilyenek a kondenzációs és addíciós kötésű szilikongumik, a poliszulfidok, a poliétergumik és a reverzibilis hidrokolloid lenyomatanyagok. Ezeket általában két komponensű kiszerelésben gyártják. A két komponens összekeverése után az anyag kötése beindul, de még rövid ideig képlékeny formában marad. Ez idő alatt kell a szájüregbe helyezni, ahol véglegesen megköt és megmerevedik. Az anyagokat szájba helyezésükkor elért viszkozitásuk alapján csoportosíthatjuk: alacsony viszkozitású vagy híg, közepes viszkozitású és nagy viszkozitású vagy tömör lenyomatanyagokra.
A csonk széleinek pontos lemintázására érdekében (elsősorban subgingivális preparáció esetén) szükség van az ínybarázda ideiglenes feltágítására, máskülönben a viszonylag nagy viszkozitású anyag nem tudna behatolni oda. Erre a célra gyógyszerrel átitatott gyapotszálat vagy gumigyűrűt használnak. A gyógyszer (adrenalin, cinkklorid, vasszulfát, alumíniumklorid stb) szerepe a váladékozás és/vagy vérzés megszüntetése.
A lenyomatvétel lehet egy- vagy kétfázisú. Egyfázisú lenyomat esetén egyetlen, közepes viszkozitású anyaggal mintázzák le a fogakat. Gyakrabban alkalmazzák a pontosabb kétfázisú lenyomatvételt, amikor a primér lenyomat (melyet tömör lenyomatanyaggal vesznek) a szekunder, híg fázisú lenyomatot bepréseli a protetikai mező legapróbb részleteibe. Az anyagot lenyomatkanálba helyezve viszik be a szájüregbe. Ugyanakkor a híg fázist, a jobb behatolás érdekében fecskendőkkel is fel lehet vinni a csonkra és környezetére.
A csonkvédelem célja a csonkelőkészítés során keletkezett dentinseb és a fogbél védelme a baktériuminváziótól, az ozmótikus és hőmérsékleti ingadozásoktól. Erre a célra a csonkot be lehet kenni különböző védőlakkokkal, melyek egy felületes védőréteget képeznek a csonk felszínén. A dentinragasztók (dentin bondong agent), ezzel szemben egy dugót képeznek a dentincsatornában  és ezáltal teljesen elzárják az utat a baktériumok előtt. Ezenkívül a fogbélre káros folyadék áramlást is megakadályozzák a dentincsatornákban.
A leghatékonyabb csonkvédelmi módszer a védőkorona készítése. Ezek olyan ideiglenes koronák, melyeket rögtön a fog előkészítése után helyeznek fel és a végleges korona felhelyezéséig maradnak a szájüregben. Készülhetnek direkt módszerrel (például a Scutan módszer) vagy indirekt módszerrel, a laboratóriumban. A Scutan módszer esetén a csonkpreparáció előtt egy alginát lenyomatot vesznek a fogsorról. A preparáció után ezt a lenyomatot feltöltik ön- és/vagy fényrekötő akriláttal és visszahelyezik a fogsorra. Így egy pontos korona készül, melyet rögtön fel lehet ragasztani. A védőkoronákkal történő csonkvédelemnek több előnye is van: teljesen elszigeteli a dentnit a környezetétől, az ideiglenes ragasztó (általában cink-oxid-eugenol cement, vagy kalcium-hidroxid alapú cement) csökkenti a pulpa érzékenységét és az ideiglenes esztétikai rehabilitáció.

## Teljes fém borítókorona

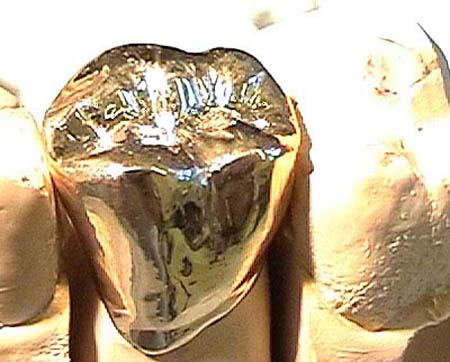
Aranykorona a gipszmodellen

A fémből készülő koronákat öntéssel, különböző ötvözetekből állítják elő. A régebb használatos húzott (stancolt) és a kétrészes koronát pontatlanságai miatt (a rágófelszínt nem lehetett pontosan kialakítani, a széli záródás hiányos volt), ma már nem készítik. Az öntött koronák pontosan illeszkednek a vájatba, rágófelszínük és az axiális falak domborulata a viaszfelrakásos módszerrel pontosan kialakítható.
Korona készítésére csak olyan fémek használhatóak, melyek jól önthetőek, mint például az aranyötvözetek, ezüst-palládium ötvözetek, króm-nikkel és króm-kobalt ötvözetek. A legjobban a 18- (750‰), 20- (833‰), 22 (916‰) karátos aranyötvözetek önthetőek. Ezenkívül keménységük a legközelebb áll a fogak keménységéhez, biokompatibilitásuk megfelelő. Az aranyon kívül még tartalmaznak platinát (kb. 8-10 százalék), palládiumot, ezüstöt, rezet és ónt. Ugyancsak jó tulajdonságokkal rendelkeznek a titánból készült koronák is, viszont az előállításuk még nem akadálymentes. A nikkelt tartalmazó ötvözetek használata elővigyázatosságot igényel, mivel allergiát okozhat.

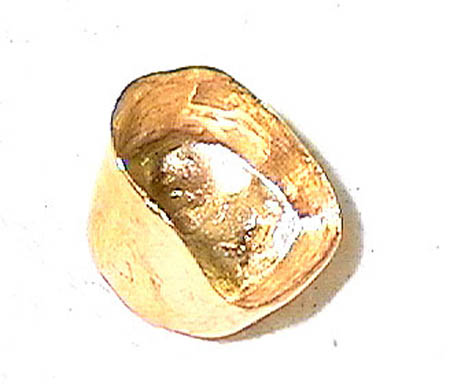
A korona belseje

A csonkelőkészítés után vett lenyomatokat a fogtechnikus kiönti és az így kapott modelleket artikulátorba gipszeli. Ezután következik a korona megmintázása viaszból. A mintázás viaszfelrakásos technikával történik, melynek lényege, hogy a főleg őrlő fogakra készülő fémkoronák rágófelszínét a gnathológiai elveknek megfelelően (a zománcélek és a barázdák lefutása összhangban van az állkapocsmozgásokkal), egyénre szabottan alakítsák ki. A visszafaragásos módszerrel ellentétben a rágófelszín kialakítása, itt additív módon, kis viaszcseppek hozzáadásával történik. Először a csücskök és zárólécek helyzetét határozzák meg, majd ezeket összekötik egymással. Végül a barázdákat alakítják. Az érintkezéseket úgy ellenőrzik, hogy talkumport hintenek a viaszra, ami túlzott érintkezések esetén lepereg.
A minta elkészítése után egy öntőcsapot helyeznek a viaszkoronára, majd az egészet beágyazzák. A beágyazott viaszmintát egy kemencébe helyezik, ahol a viasz teljesen kiég. A beágyazót ezután egy centrifugába helyezik, ahol a megolvasztott fémet, a viasz kiégetése után kapott üregbe juttatják, azon a résen keresztül, amelyet az öntőcsap hagyott. A fém lehűlése után a beágyazót lefejtik, a koronát pedig finírozzák és polírozzák. A kész koronát a fogorvos bepróbálja, majd cementezi.

## Leplezett fém borítókorona
Olyan koronákról van szó, melyek a csonkot teljesen beborító fémvázból és az ezt takaró fogszínű leplezésből állnak. A fém biztosítja a korona teherbírását, míg a leplezőanyag az esztétikai hatást. Ha a leplező teljesen beborítja a fémet teljesen leplezett fémkoronáról beszélünk. Erre ritkábban kerül sor, mert általában elég, ha a korona látható felszíneit leplezik csak (részlegesen leplezett fémkorona): a felső fogak vesztibuláris felszíneit, míg az alsó fogak vesztibuláris és rágófelszíneit. A fém alapot úgy készítik el, mint a teljes fém borítókoronáknál, de a végén a leplezni kívánt felszínekből visszafaragják a szűkséges vastagságú viaszt (minimum 0,7–1 mm szűkséges a megfelelő esztétikai hatás elérésére).
A fémváz anyaga megegyezik a teljesen fémből készült koronáknál használtakkal, a leplezés viszont lehet akrilátból, fogászati kerámiából vagy kompozíciós műgyantákból (Artglass, Belleglass, Targis-Vectris stb.). A műgyanta alapú akrilátot manapság csak elvétve használják az anyag rossz fizikai tulajdonságai miatt: hőre nagy térfogatváltozás, csekély hajlítószilárdság, nem kielégítő keménység és kopásállóság, színük időben változik, nem kötődnek kémiailag a fémhez, ha nem teljes a polimerizációjuk irritálhatják a fogágyat, ezenkívül egyes baktériumok le tudják bontani. A kompozíciós műgyanták különböző szervetlen töltőanyagokat tartalmaznak, ezáltal jelentősen javulnak az anyag fizikai tulajdonságai és a fémmel való kémiai kötődés is lehetővé válik.
Legelterjedtebb a fémkerámiai eljárás, amikor a kerámiát ráégetik a fémvázra. A kerámia leplezés nagy előnye, hogy a kerámia és a fém közt nagyon erős kémiai kötés jön létre. A kötés nagy részét az oxid hidak biztosítják, melyek a fémfelület oxidjai és kerámia szilíciumatomjai között jönnek létre. A fémoxidok csak a nem nemesfémek felszínén keletkeznek, ezért a nemesfémekből készült fémvázat nem nemesfémekkel (például vassal, ónnal, indiummal stb.) szennyezni szokták. A jó kötődésen kívül a kerámia leplezésnek még további előnyei is vannak: színük a legközelebb áll a fogéhoz és időben nem változó, kopásállóak. Ugyanakkor hátrányaik is vannak: magas égetési hőre van szükség, ami korlátozza különböző fémek használatát (például az aranyét), rugalmatlanok ezért könnyen törnek.
Miután a fémváz elkészült, az oxidok megjelenésére a fémet hőkezelni kell, háromszor öt percig, 950 °C-on. Csak ezután következik a kerámia felvitele, több rétegben: alap, dentin, zománc és transzparens réteg. A kerámiát kerámiaégető kemencében 880-970 °C-on vákuumban égetik.